# Лембур
Лембу́р (фр. Limbourg, нидерл. Limburg) — коммуна в Валлонии, расположенная в провинции Льеж, округ Вервье. Принадлежит Французскому языковому сообществу Бельгии. На площади 24,63 км² проживают 5616 человек (плотность населения — 228 чел./км²), из которых 49,79 % — мужчины и 50,21 % — женщины. Средний годовой доход на душу населения в 2003 году составлял 11 685 евро.
Почтовый код: 4830-4834. Телефонный код: 087.